# Ignațiu Batthyány
Ignațiu Batthyány  (în maghiară Batthyány Ignác, în germană Ignaz von Batthyány, n. 30 iunie 1741, Németújvár, Ungaria Regală - d. 17 noiembrie 1798, Alba Iulia) a fost între 1780-1798 episcop al Episcopiei Catolice a Transilvaniei, istoric, colecționar de carte veche, întemeietorul Bibliotecii Batthyaneum din Alba Iulia.

## Studii
A studiat la Tyrnavia, Graz și Roma, unde a fost bibliotecar al Colegiului Germanicum et Hungaricum.

## Opere
- Leges ecclesiasticae regni Hungariae... (I–III. Albae Carolinae – Claudiopoli, 1785-1827)